# Max Poole
Max David Poole (Scunthorpe, 1º marzo 2003) è un ciclista su strada britannico che corre per il Team Picnic PostNL. Professionista dal 2023, ha caratteristiche di scalatore, ha vinto il Tour de Langkawi 2024.

## Palmarès
- 2021 (Juniores)

Campionati britannici, Prova in linea Junior
1ª tappa Grand Prix Rüebliland (Schneisingen > Schneisingen)
2ª tappa La Philippe Gilbert juniors (Harzé > Remouchamps)
- 2024 (Team DSM-Firmenich PostNL, due vittorie)

2ª tappa Tour de Langkawi (Taiping > Cameron Highlands)
Classifica generale Tour de Langkawi

### Altri successi
- 2021 (Juniores)

Classifica a punti Grand Prix Rüebliland
Classifica scalatori La Philippe Gilbert juniors
- 2023 (Team DSM)

Classifica giovani Tour of the Alps
1ª tappa Vuelta a España (Barcellona > Barcellona, cronosquadre)
- 2024 (Team DSM-Firmenich Post NL)

Classifica giovani Vuelta a Burgos
- 2025 (Team Picnic PostNL)

Classifica giovani Tour of the Alps

## Piazzamenti

### Grandi Giri
- Giro d'Italia

2025: 11º
- Vuelta a España

2023: 49º
2024: 35º

### Competizioni mondiali
- Campionati del mondo

Fiandre 2021 - In linea Junior: 9º